# Bekaffa
Bekaffa (gyyz; በካፋ, imię tronowe; አድባር ሰገድ Asma Seged, później Masih Seged; መሲህ ሰገድ, ur. ?  – zm. 1730 r.) – cesarz Etiopii w latach 1721–1730. Pochodził z dynastii salomońskiej

## Życiorys

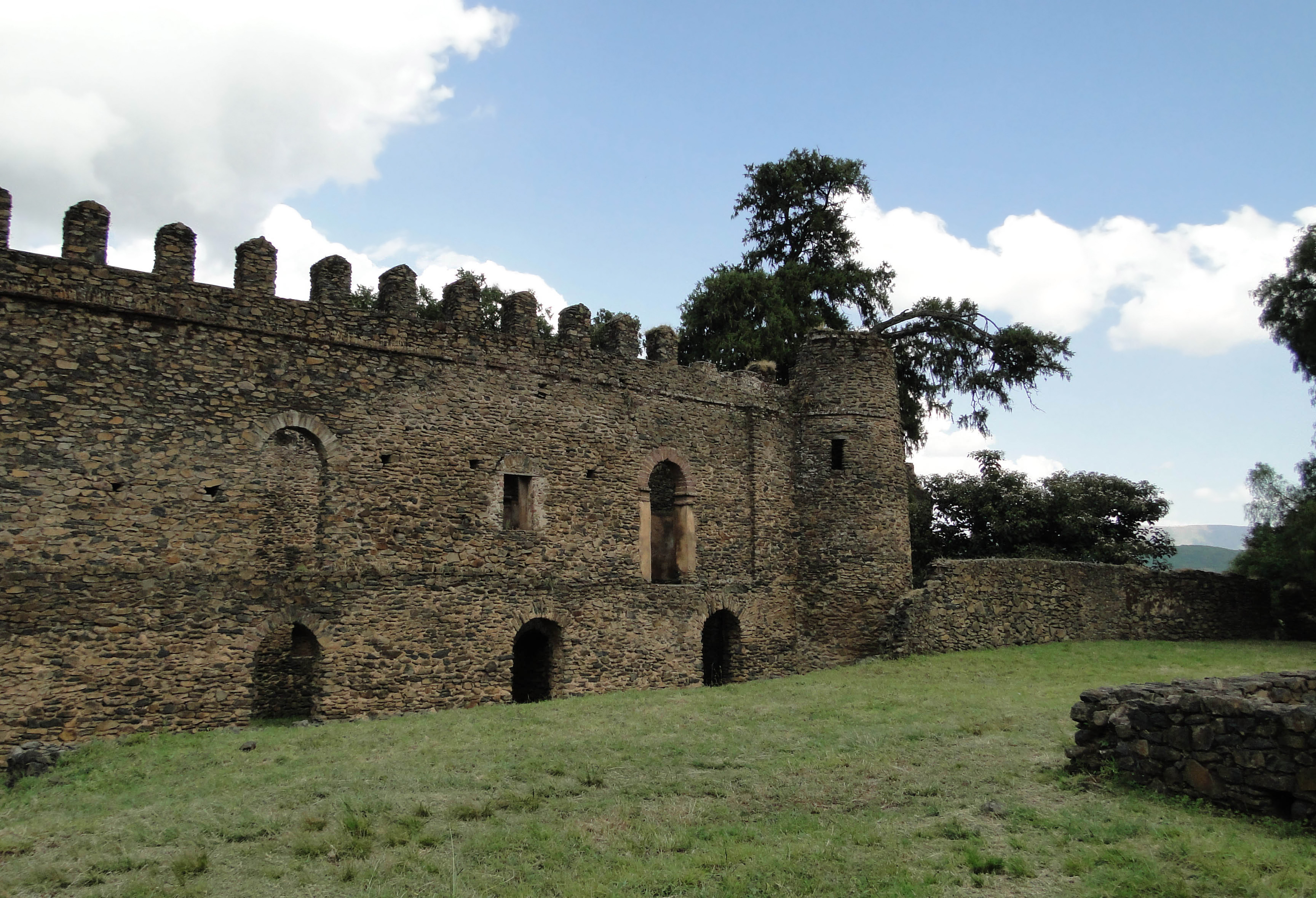
Pałac Bekaffy w Fasil Ghebbi w Gonderze.

Bekaffa był synem uejzero Mariamauit i Jozuego I Wielkiego. Dorastał w Uehni Amba, skąd kilkakrotnie udało mu się uciec, jednak ani razu nie zdobył władzy. Za każdym razem był chwytany i sprowadzany z powrotem. Pewnego razu za ucieczki wymierzono mu karę poprzez odcięcie części nosa, co miało go zdyskwalifikować w drodze do tronu. Bez względu na to objął rządy po śmierci Dawida III w 1721. Książęta obawiali się okrucieństw z jego strony, dlatego Bekaffa został zmuszony do złożenia przyrzeczenia, iż nie będzie ich prześladował. W pierwszych latach panowania spiskowano przeciwko nowemu cesarzowi. Możnowładcy etiopscy prowadzili własną politykę, posiadali własne armie i mieli duży wpływ na decyzje cesarzy. W 1723 Bekaffa wyprawił się zbrojnie przeciwko ludom Galla, ponieważ przekroczyli rzekę Abbaj i pustoszyli okoliczne prowincje. Następnie powrócił do Gonderu, gdzie wśród stołecznego wojska zmalała dyscyplina. Żołnierze korzystali z nieobecności cesarza, spędzając czas na zabawach i pijatykach. Bekaffa zmienił dowódców w wojsku. W 1724 wprowadził tak zwany szum-szyr, czyli liczne zmiany na stanowiskach kościelnych, dworskich i prowincjonalnych. Uelete Rufael - siostra Bekaffy, jej syn - Susnyjos, oraz zarządca prowincji Semien dokonali nieudanego zamachu na cesarza. Spiskowcy zostali zesłani do Uelkait. Ras bituedden Amhajes stał się oponentem Bekaffy. Amhajes sprowadził z Uehni Amba księcia Naoda i starał się ogłosić go nowym cesarzem. Bekaffa pojmał Naoda, obciął mu wszystkie kończyny, wskutek czego ten zmarł. Wkrótce potem nastąpiło antycesarskie wystąpienie Gubali - władcy prowincji Lasta. W czasie kolejnej nieobecności Bekaffy, w Gonderze władcą Etiopii ogłosił się Hyzkyjas. Po raz kolejny Bekaffa schwytał uzurpatora i uciął mu ręce. Później jeszcze wielokrotnie spiskowano przeciwko Bekaffie. Często zmieniał dygnitarzy na dworze cesarskim. W 1730 cesarz zapadł na ciężką chorobę i zmarł. Jego następcą został syn - Jozue II Kuareńczyk.

## Małżeństwo
Bekaffa poślubił ytiegie Myntyuab (jej imię znaczy w amharskim Jakże piękna), córkę możnowładcy z plemienia Kuara. Cesarz zatrzymał się u niego, zmożony chorobą. Myntyuab pielęgnowała Bekaffę, a on oczarowany jej pięknem i wdziękiem ożenił się z nią zaraz po wyzdrowieniu i później koronował ją na cesarzową. Po śmierci męża Myntyuab odegrała ważną rolę w etiopskiej polityce. Miała bardzo duży wpływ na rządy swojego syna, oraz wnuka.

## Działalność na polu gospodarczym i kulturalnym
Bekaffa wspierał rozwój gospodarczy i kulturalny Etiopii. Z Egiptu sprowadził rzemieślników. Część z nich zbudowała statek na jeziorze Tana. Bekaffa wzniósł kościół pod wezwaniem świętego Rufaela. Jego siedziba zaś mieściła się w Fasil Ghebbi.

## Relacja Jamesa Bruce'a
James Bruce - szkocki podróżnik, który dotarł do Etiopii niemal cztery dekady po śmierci Bekaffy, tak opisał władcę z zasłyszanych wiadomości 

Był cichy, skryty, niezgłębiony w swoich zamiarach. Otaczał się żołnierzami, będącymi jego osobistymi niewolnikami, oraz nowymi ludźmi, których sam wyniósł do urzędów

 Bruce twierdził również, że w czasach jego podróży nie istniała żadna kronika królewska opisująca panowanie Bekaffy. Według Bruce'a 

Posiadanie takiej księgi byłoby bardzo niebezpieczne w czasach Bekaffy i nikt nie ośmielił się tego dokonać. Zachowanie króla [chodziło oczywiście o cesarza] miało dalsze skutki i sprawiło, iż po jego śmierci nikt nie uzupełniał niedoboru jego biografii. W Abisynii wierzono, że dnia w którym to nastąpi, Bekaffa ożyje i ponownie objawi się z całym swoim okrucieństwem.